# Brottning vid olympiska sommarspelen 1956
Brottningen vid olympiska sommarspelen 1956 hölls i Melbourne och var uppdelat i två discipliner; grekisk-romersk stil och fristil. Tävlingarna var endast öppna för män. 

## Medaljer

### Medaljsummering
| Plac. | Land          | Guld | Silver | Brons | Totalt antal medaljer |
| ----- | ------------- | ---- | ------ | ----- | --------------------- |
| 1     | Sovjetunionen | 6    | 1      | 6     | 13                    |
| 2     | Turkiet       | 3    | 2      | 2     | 7                     |
| 3     | Iran          | 2    | 2      | 0     | 4                     |
| 4     | Japan         | 2    | 1      | 0     | 3                     |
| 5     | Finland       | 2    | 0      | 2     | 4                     |
| 6     | Bulgarien     | 1    | 3      | 0     | 4                     |
| 7     | Sverige       | 0    | 1      | 3     | 4                     |
| 8     | USA           | 0    | 1      | 1     | 2                     |
| 8     | Italien       | 0    | 1      | 1     | 2                     |
| 8     | Ungern        | 0    | 1      | 1     | 2                     |
| 11    | Tyskland      | 0    | 1      | 0     | 1                     |
| 11    | Belgien       | 0    | 1      | 0     | 1                     |
| 13    | Rumänien      | 0    | 0      | 1     | 1                     |

## Medaljtabell

### Grekisk-romersk stil , herrar
| Klass                     | Guld                                 | Silver                           | Brons                            |
| Flugvikt Detaljer...      | Nikolai Solovyov · Sovjetunionen     | Ignazio Fabra · Italien          | Dursun Ali Egribas · Turkiet     |
| Bantamvikt Detaljer...    | Konstantin Vyrupayev · Sovjetunionen | Edvin Vesterby · Sverige         | Francisc Horvat · Rumänien       |
| Fjädervikt Detaljer...    | Rauno Mäkinen · Finland              | Imre Polyák · Ungern             | Roman Dzeneladze · Sovjetunionen |
| Lättvikt Detaljer...      | Kyösti Lehtonen · Finland            | Riza Dogan · Turkiet             | Gyula Tóth · Ungern              |
| Weltervikt Detaljer...    | Mithat Bayrak · Turkiet              | Vladimir Maneyev · Sovjetunionen | Per Gunnar Berlin · Sverige      |
| Mellanvikt Detaljer...    | Givi Kartozia · Sovjetunionen        | Dimitar Dobrev · Bulgarien       | Rune Jansson · Sverige           |
| Lätt tungvikt Detaljer... | Valentin Nikolayev · Sovjetunionen   | Petko Sirakov · Bulgarien        | Karl-Erik Nilsson · Sverige      |
| Tungvikt Detaljer...      | Anatolij Parfjonov · Sovjetunionen   | Wilfried Dietrich · Tyskland     | Adelmo Bulgarelli · Italien      |

### Fristil, herrar
| Klass                     | Guld                                   | Silver                            | Brons                              |
| Flugvikt Detaljer...      | Mirian Tsalkalamanidze · Sovjetunionen | Mohammad Ali Khojastehpour · Iran | Hüseyin Akbaş · Turkiet            |
| Bantamvikt Detaljer...    | Mustafa Dağıstanlı · Turkiet           | Mehdi Yaghoubi · Iran             | Mikhail Shakhov · Sovjetunionen    |
| Fjädervikt Detaljer...    | Shozo Sasahara · Japan                 | Joseph Mewis · Belgien            | Erkki Penttilä · Finland           |
| Lättvikt Detaljer...      | Emam-Ali Habibi · Iran                 | Shigeru Kasahara · Japan          | Alimberg Bestayev · Sovjetunionen  |
| Weltervikt Detaljer...    | Mitsuo Ikeda · Japan                   | Ibrahim Zengin · Turkiet          | Vakhtang Balavadze · Sovjetunionen |
| Mellanvikt Detaljer...    | Nikola Stanchev · Bulgarien            | Daniel Hodge · USA                | Georgi Skhirtladze · Sovjetunionen |
| Lätt tungvikt Detaljer... | Gholamreza Takhti · Iran               | Boris Kulayev · Sovjetunionen     | Peter Blair · USA                  |
| Tungvikt Detaljer...      | Hamit Kaplan · Turkiet                 | Hussein Mehmedov · Bulgarien      | Taisto Kangasniemi · Finland       |